# Franck Nguema
Pour les articles homonymes, voir Nguema.
Franck Joseph Fernand Nguema  est un homme politique gabonais.

## Carrière
Franck Nguema est élu député à l'Assemblée nationale au deuxième tour des élections législatives de 2018 dans le 2e arrondissement de la commune d'Akanda. Il est nommé ministre des Sports en janvier 2019.
Il est ministre de la Jeunesse et des Sports du Gabon de 2022 à 2023.